# Le donne de buon umore
Les Femmes de bonne humeur
Ne doit pas être confondu avec Le donne di buon umore.
Le donne de buon umore (The Good-Humoured Ladies, Les Femmes de bonne humeur) est  un ballet, mise en scène et costumes de Léon Bakst, chorégraphie de Léonide Massine, musique arrangée à partir de sonates de Domenico Scarlatti par Vincenzo Tommasini. Écrit en 1917, le ballet est basé sur une comédie de Carlo Goldoni. Son intrigue raconte les aventures d'un comte déguisé en femme pendant un carnaval. Le ballet a été produit à Rome en avril 1917 par les Ballets russes de Serge de Diaghilev.
Le ballet a été ensuite arrangé en une suite pour orchestre, en six mouvements :
1. Ouverture (allegro)
2. Presto
3. Allegro
4. Andante
5. Tempo di ballo (non presto)
6. Fugue du chat et Finale (presto).

Les principales sonates de Scarlatti adaptées pour le ballet sont :
- sol majeur, K. 2, L. 388, p. 58
- ré majeur, K. 435, L. 361, p. 466
- si mineur, K. 87, L. 33, p. 43
- sol majeur, K. 455, L. 209, p. 354
- sol mineur, K. 30, L. 499, p. 86 (Fugue du chat)
- ré majeur, K. 430, L. 463, p. 463
- fa majeur, K. 445, L. 385, p. 468.